# Епархия Белиза — Бельмопана
Епархия Белиза — Бельмопана (лат. Dioecesis Belizepolitana-Belmopana) — епархия Римско-Католической церкви с центром в городе Белиз (Белиз). Епархия Белиза — Бельмопана входит в митрополию Кингстона. Кафедральным собором епархия Белиза — Бельмопана является церковь Святейшего Спасителя.

## История
10 июня 1888 года Святой Престол учредил апостольскую префектуру Британского Гондураса, выделив её из апостольского викариата Ямайки (сегодня — архиепархия Кингстона).
3 января 1893 года апостольская префектура Британского Гондураса была преобразована в апостольский викариат.
15 декабря 1925 года апостольский викариат Британского Гондураса был переименован в апостольский викариат Белиза.
29 февраля 1956 года Папа Римский Пий XII выпустил буллу «Cum Christus», которой преобразовал апостольский викариат Белиза в епархию.
31 декабря 1983 года епархия Белиза была переименована в епархию Белиза — Бельмопана.
Епархия Белиза — Бельмопана входит в Конференцию католических епископов Антильских островов.

## Ординарии епархии
- епископ Salvatore di Pietro (10.06.1888 — 23.08.1898);
- епископ Frederick Charles Hopkins (17.08.1899 — 19.04.1923);
- епископ Joseph Aloysius Murphy (11.12.1923 — 1938);
- епископ William A. Rice (19.11.1938 — 28.02.1946);
- епископ David Francis Hickey (10.06.1948 — 1.08.1957);
- епископ Robert Louis Hodapp (2.03.1958 — 1983);
- епископ Osmond Peter Martin (11.11.1983 — 18.11.2006);
- епископ Dorick McGowan Wright (18.11.2006 — 26.01.2017);
- епископ Лоуренс Сидней Никасио (26.01.2017 — 01.01.2024).

## Источник
- Annuario Pontificio, Libreria Editrice Vaticana, Città del Vaticano, 2003, ISBN 88-209-7422-3
- Bolla Cum Christus, AAS 48 (1956), стр. 560 (лат.)